# جائزة المكسيك الكبرى 1990
جائزة المكسيك الكبرى 1990 هو سباق فورمولا 1 أقيم بتاريخ 24 يونيو 1990 في مدينة مكسيكو، المكسيك. كان السادس من أصل 16 في بطولة العالم لسباقات الفورمولا واحد موسم 1990. حلّ الفرنسي ألن بروست أولا بينما جاء البريطاني نايجل مانسيل في المركز الثاني وحصل على المركز الثالث النمساوي غيرهارد بيرغر.